# Natação nos Jogos Europeus de 2015 - 100 m borboleta feminino
A competição dos 100 metros borboleta feminino foi um dos eventos da natação nos Jogos Europeus de 2015, em Baku, no Azerbaijão. Foi disputada no Centro Aquático de Baku nos dias 25 e 26 de junho.

## Calendário
Horário de verão do Azerbaijão (UTC+5).
| Data        | Horário | Fase         |
| ----------- | ------- | ------------ |
| 25 de junho | 10:26   | Eliminatória |
| 25 de junho | 18:29   | Semifinal    |
| 26 de junho | 18:57   | Final        |

## Medalhistas
| Ouro   | RUS Polina Egorova                  |
| Prata  | GBR Amelia Clynes                   |
| Bronze | DEN Ilektra Lebl GBR Laura Stephens |

## Recordes
Antes desta competição, os recordes mundiais e dos jogos europeus dessa prova eram os seguintes:
| Tipo                       | Atleta           | Tempo | Local   | Data                |
| -------------------------- | ---------------- | ----- | ------- | ------------------- |
|                            | USA Dana Vollmer | 55s98 | Londres | 29 de julho de 2012 |
| Recorde dos Jogos Europeus | Não estabelecido | –     |         |                     |

Os seguintes recordes mundiais ou dos jogos europeus foram estabelecidos durante esta competição:
| Data        | Evento | Nome           | Nacionalidade | Tempo | Notas                      |
| ----------- | ------ | -------------- | ------------- | ----- | -------------------------- |
| 26 de junho | Final  | Polina Egorova | Rússia        | 59.36 | Recorde dos Jogos Europeus |

## Resultados

### Eliminatórias
A eliminatória foi realizada no dia 25 de junho.
| Pos. | Bateria | Raia | Nadadora               | Nacionalidade    | Tempo   | Notas  |
| ---- | ------- | ---- | ---------------------- | ---------------- | ------- | ------ |
| 1    | 2       | 4    | Polina Egorova         | RUS Rússia       | 1:00.36 | Q,     |
| 2    | 3       | 4    | Carmen Balbuena        | ESP Espanha      | 1:00.89 | Q      |
| 3    | 4       | 4    | Amelia Clynes          | GBR Grã-Bretanha | 1:00.93 | Q      |
| 4    | 2       | 5    | Laura Stephens         | GBR Grã-Bretanha | 1:01.09 | Q      |
| 5    | 4       | 5    | Alexandra Chesnokova   | RUS Rússia       | 1:01.13 | Q      |
| 6    | 2       | 3    | Ilektra Lebl           | GRE Grécia       | 1:01.18 | Q      |
| 7    | 3       | 5    | Jana Zinnecker         | GER Alemanha     | 1:01.24 | Q      |
| 8    | 3       | 3    | Ilaria Cusinato        | ITA Itália       | 1:01.66 | Q, RET |
| 9    | 4       | 6    | Caroline Hechenbichler | AUT Áustria      | 1:01.98 | Q      |
| 10   | 4       | 7    | Sohvi Nenonen          | FIN Finlândia    | 1:02.12 | Q      |
| 11   | 3       | 7    | Hanna Rosvall          | SWE Suécia       | 1:02.24 | Q      |
| 12   | 4       | 2    | Merete Toft Jensen     | DEN Dinamarca    | 1:02.30 | Q      |
| 13   | 4       | 8    | Edita Chrápavá         | CZE Chéquia      | 1:02.33 | Q      |
| 14   | 2       | 7    | Trine Kjøngerskov      | DEN Dinamarca    | 1:02.43 | Q      |
| 15   | 4       | 1    | Emma Reid              | IRL Irlanda      | 1:02.66 | Q      |
| 16   | 2       | 2    | Andrea Melendo         | ESP Espanha      | 1:02.70 | Q      |
| 17   | 3       | 9    | Dominika Geržová       | CZE Chéquia      | 1:02.76 | Q      |
| 18   | 2       | 6    | Boglárka Bonecz        | HUN Hungria      | 1:02.86 |        |
| 19   | 2       | 1    | Diana Naglič           | SLO Eslovênia    | 1:02.90 |        |
| 20   | 2       | 8    | Kaja Balant Marin      | SLO Eslovênia    | 1:03.00 |        |
| 21   | 1       | 3    | Blanka Bokros          | HUN Hungria      | 1:03.07 |        |
| 22   | 3       | 2    | Thea Brandauer         | GER Alemanha     | 1:03.20 |        |
| 23   | 3       | 6    | Tania Quaglieri        | ITA Itália       | 1:03.36 |        |
| 24   | 1       | 1    | Yüksel Deniz Özkan     | TUR Turquia      | 1:03.59 |        |
| 25   | 1       | 4    | Bena Sarapaitė         | LTU Lituânia     | 1:03.73 |        |
| 26   | 4       | 0    | Barbora Janíčková      | CZE Chéquia      | 1:03.81 |        |
| 27   | 3       | 1    | Marina Luperi          | ITA Itália       | 1:04.04 |        |
| 28   | 2       | 0    | Margaret Markvardt     | EST Estônia      | 1:04.09 |        |
| 29   | 3       | 8    | Sezin Eligül           | TUR Turquia      | 1:04.12 |        |
| 30   | 1       | 5    | Eva Olsen              | DEN Dinamarca    | 1:04.22 |        |
| 31   | 1       | 2    | Alma Lumio             | FIN Finlândia    | 1:04.47 |        |
| 32   | 4       | 9    | Olivia Sindico         | SUI Suíça        | 1:04.78 |        |
| 33   | 2       | 9    | Helena Rosendahl Bach  | DEN Dinamarca    | 1:05.03 |        |
| 34   | 1       | 7    | Nea-Amanda Heinola     | FIN Finlândia    | 1:05.45 |        |
| 35   | 3       | 0    | Izabela Milanez        | SLO Eslovênia    | 1:05.52 |        |
| 36   | 1       | 6    | Alsu Bayramova         | AZE Azerbaijão   | 1:06.20 |        |
| 37   | 4       | 3    | Holly Hibbott          | GBR Grã-Bretanha | DNS     |        |

### Semifinal
A semifinal foi realizada no dia 25 de junho.

#### Semifinal 1
| Pos. | Raia | Nadadora           | Nacionalidade    | Tempo   | Notas |
| ---- | ---- | ------------------ | ---------------- | ------- | ----- |
| 1    | 4    | Carmen Balbuena    | ESP Espanha      | 1:00.36 | Q     |
| 2    | 3    | Ilektra Lebl       | GRE Grécia       | 1:00.43 | Q     |
| 3    | 5    | Laura Stephens     | GBR Grã-Bretanha | 1:00.77 | q     |
| 4    | 6    | Dominika Geržová   | CZE Chéquia      | 1:02.29 |       |
| 5    | 8    | Andrea Melendo     | ESP Espanha      | 1:02.31 |       |
| 6    | 2    | Sohvi Nenonen      | FIN Finlândia    | 1:02.44 |       |
| 7    | 1    | Trine Kjøngerskov  | DEN Dinamarca    | 1:03.08 |       |
| 8    | 7    | Merete Toft Jensen | DEN Dinamarca    | 1:04.16 |       |

#### Semifinal 2
| Pos. | Raia | Nadadora               | Nacionalidade    | Tempo   | Notas |
| ---- | ---- | ---------------------- | ---------------- | ------- | ----- |
| 1    | 4    | Polina Egorova         | RUS Rússia       | 59.67   | Q,    |
| 2    | 5    | Amelia Clynes          | GBR Grã-Bretanha | 1:00.09 | Q     |
| 3    | 3    | Alexandra Chesnokova   | RUS Rússia       | 1:00.63 | q     |
| 4    | 6    | Jana Zinnecker         | GER Alemanha     | 1:01.05 | q     |
| 5    | 7    | Hanna Rosvall          | SWE Suécia       | 1:01.60 | q     |
| 6    | 2    | Caroline Hechenbichler | AUT Áustria      | 1:01.93 |       |
| 7    | 8    | Emma Reid              | IRL Irlanda      | 1:01.97 |       |
| 7    | 1    | Edita Chrápavá         | CZE Chéquia      | 1:02.22 |       |

### Final
A final foi realizada no dia 26 de junho.
| Pos.              | Raia | Nadadora             | Nacionalidade    | Tempo   | Notas                      |
| ----------------- | ---- | -------------------- | ---------------- | ------- | -------------------------- |
| Medalha de ouro   | 4    | Polina Egorova       | RUS Rússia       | 59.36   | Recorde dos Jogos Europeus |
| Medalha de prata  | 5    | Amelia Clynes        | GBR Grã-Bretanha | 1:00.12 |                            |
| Medalha de bronze | 6    | Ilektra Lebl         | GRE Grécia       | 1:00.54 |                            |
| 3                 | 7    | Laura Stephens       | GBR Grã-Bretanha | 1:00.54 |                            |
| 5                 | 3    | Carmen Balbuena      | ESP Espanha      | 1:00.58 |                            |
| 6                 | 1    | Jana Zinnecker       | GER Alemanha     | 1:00.60 |                            |
| 7                 | 2    | Alexandra Chesnokova | RUS Rússia       | 1:00.81 |                            |
| 8                 | 8    | Hanna Rosvall        | SWE Suécia       | 1:01.60 |                            |

Legenda
| Recorde mundial            | Recorde mundial (World record)                     |                       | Recorde africano                      | Recorde africano (African) |                                           | Q | Classificado por posição (Qualified) |
| Recorde dos Jogos Europeus | Recorde dos Jogos Europeus (European Games record) | Recorde da América    | Recorde da América (Americas)         | q                          | Classificado por melhor tempo (Qualified) |   |                                      |
| Melhor marca do ano        | Melhor marca do ano (World leading)                | Recorde asiático      | Recorde asiático (Asian)              | DNS                        | Não largou (Did not start)                |   |                                      |
| Recorde nacional           | Recorde nacional (National record)                 | Recorde europeu       | Recorde europeu (European)            | DNF                        | Não terminou (Did not finish)             |   |                                      |
| Recorde pessoal            | Recorde pessoal do atleta (Personal best)          | Recorde da Oceania    | Recorde da Oceania (Oceania)          | DSQ / DQ                   | Desclassificado (Disqualified)            |   |                                      |
| Recorde da temporada       | Recorde da temporada do atleta (Season best)       | Recorde sul-americano | Recorde sul-americano (South America) | NM                         | Sem marca (No mark)                       |   |                                      |